# Aşağımeydan, Ilgaz
Aşağımeydan là một xã thuộc huyện Ilgaz, tỉnh Çankırı, Thổ Nhĩ Kỳ. Dân số thời điểm năm 2010 là 14 người.